# Refugio El Plumerillo
El refugio El Plumerillo es un refugio antártico de Argentina ubicado en los islotes Refugio de la bahía Rymill en la costa Fallières. Es operado por el Ejército Argentino y se inauguró el 28 de abril de 1953. Depende de la base San Martín que se halla al norte del refugio.
La casilla del refugio es una construcción prefabricada de madera. Allí también en 1953 la dotación del Ejército Argentino de la base San Martín instaló un campamento temporal. Durante la instalación y operaciones del refugio y campamento se utilizó un helicóptero Sikorsky S-51, matrícula LV-XXT. Entre las tareas realizadas, el helicóptero señalaba la dirección de la marcha y transportaba víveres y combustible, incluso durante tormentas de nieve.
El 24 de septiembre de 1953, el helicóptero voló hacia el refugio e intentó descender en un lugar predeterminado. En un momento el rotor de cola del aparato se estrelló contra un montículo de hielo y roca, cayendo sobre su costado derecho, rompiéndose el rotor principal, el tren de aterrizaje y parte de la cabina. No hubo heridos ni fallecidos y se pudieron rescatar los objetos livianos de la carga. El helicóptero quedó allí un año hasta que fue desarmado y llevado por partes a la base San Martín.
A principios de la década de 1960 consistía de una construcción de madera de 2,8 m x 3 m con provisiones para tres personas durante cuatro meses.

## Véase también

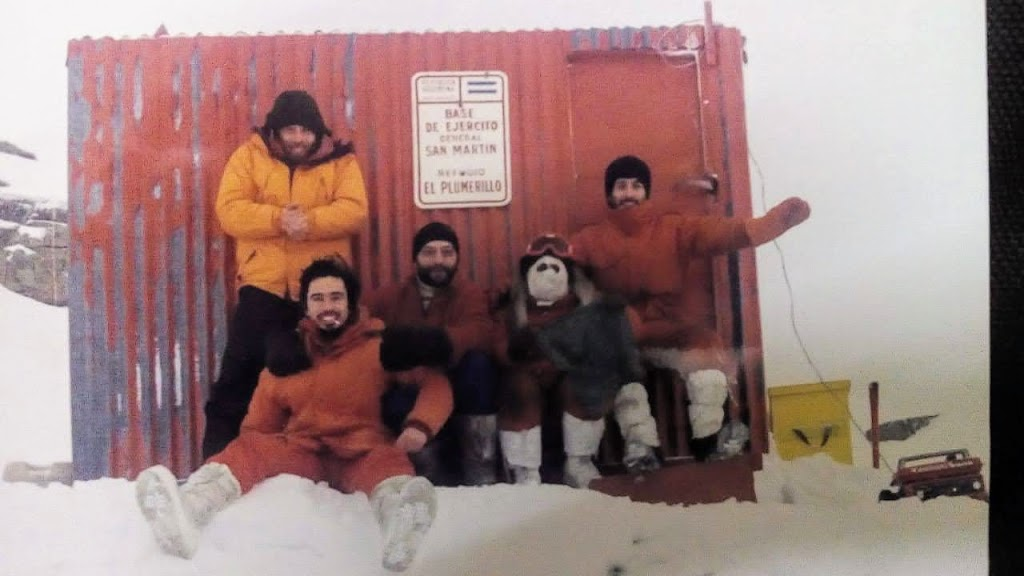
De izq a der: Sarg Vila, Tte 1.º Morales Edgardo, Cap Médico Bernardi Nicolas, Cabo 1.º Ledezma Julio,Sarg Ay Flores Sergio.Ejército Argentino.27 de julio de 1997